# Kinas stadsdelsdistrikt
Stadsdelsdistrikt betecknar en administrativ enhet på den fjärde nivån, även kallad sockennivån, i Kinas hierarki av administrativa indelningar. 
Det kinesiska namnet 街道办事处 (pinyin jiēdào bànshì chù) betyder ordagrant "gatukontor". I namnen på stadsdelsdistrikt förkortas det till 街道 (pinyin jiēdào), med betydelsen "gata". I direktöversättning kan således namn på ett stadsdelsdistrikt förväxlas med ett gatunamn. I verkliga gatunamn används dock inte jiēdào utan synonymer som 街 (pinyin jiē) och 路 (pinyin lù).
Som namnet antyder är ett stadsdelsdistrikt ett urbaniserat område, som kan ingå som en del av städer på häradsnivå och stadsdistrikt på den tredje nivån, även benämnd häradsnivån, i den administrativa hierarkin. På landsbygden betecknas en motsvarande tätortsbildning på sockennivån med köping, 镇 (pinyin zhèn).
Den 31 december 2013 hade Kina 40497 administrativa enheter på sockennivån. Av dessa var 7566 eller 18,7 procent stadsdelsdistrikt.